# أندريا سيغوريني
أندريا سيغوريني (بالإيطالية: Andrea Signorini)‏ (31 يناير 1990 بجنوة في إيطاليا - ) هو لاعب كرة قدم إيطالي في مركز قلب الدفاع. لعب مع نادي ألساندريا ونادي بينيفينتو ونادي جنوى ونادي سيتاديلا.